# Saison 2005-2006 du Stade français Paris rugby
Cette page présente la saison 2005-2006 du Stade français Paris rugby en Top 14 et en Coupe d'Europe.

## Entraîneurs
- Fabien Galthié : entraîneur en chef
- Fabrice Landreau : entraîneur des avants
- Steve Meehan : entraîneur des arrières

## Transferts
- Arrivées : Boela du Plooy (Cats), Pablo Henn, Thibault Lacroix (Biarritz), Geoffroy Messina (Montferrand), Sergio Parisse (Benetton Trévise), Alain Penaud (Lyon), Julien Saubade (Dax), Dimitri Szarzewski (Béziers), Morgan Williams (Saracens), Thierry Brana (premier contrat pro)
- Départs : Olivier Brouzet (arrêt), Alexandre Castola (Aix-en-Provence), Regan King (Llanelli) , Gregory Mahé (Narbonne), Raphaël Poulain (arrêt), Gonzalo Quesada (Pau)

## Effectif
| Pays | Nom des Joueurs de l'équipe | Né en | Poste     |
|      | Mathieu Blin                | 1977  | Talonneur |
|      | Benjamin Kayser             | 1984  | Talonneur |
|      | Dimitri Szarzewski          | 1983  | Talonneur |
|      | Pieter de Villiers          | 1972  | Pilier    |
|      | Pablo Henn                  | 1982  | Pilier    |
|      | Pablo Lemoine               | 1975  | Pilier    |
|      | Sylvain Marconnet           | 1976  | Pilier    |
|      | Yohan Montès                | 1985  | Pilier    |
|      | Rodrigo Roncero             | 1977  | Pilier    |
|      | David Auradou               | 1973  | 2e ligne  |
|      | Boela du Plooy              | 1977  | 2e ligne  |
|      | Mike James                  | 1973  | 2e ligne  |
|      | Arnaud Marchois             | 1983  | 2e ligne  |
|      | Mauro Bergamasco            | 1977  | 3e ligne  |
|      | Raphaël Jéchoux             | 1975  | 3e ligne  |
|      | Rémy Martin                 | 1979  | 3e ligne  |
|      | Christophe Moni             | 1972  | 3e ligne  |
|      | Sergio Parisse              | 1983  | 3e ligne  |
|      | Pierre Rabadan              | 1980  | 3e ligne  |
|      | Shaun Sowerby               | 1978  | 3e ligne  |

| Pays | Nom des Joueurs de l'équipe | Né en | Poste     |
|      | Jérôme Fillol               | 1978  | mêlée     |
|      | Agustín Pichot              | 1974  | mêlée     |
|      | Morgan Williams             | 1976  | mêlée     |
|      | Alain Penaud                | 1969  | Ouverture |
|      | David Skrela                | 1979  | Ouverture |
|      | Stéphane Glas               | 1973  | Centre    |
|      | Thibault Lacroix            | 1985  | Centre    |
|      | Brian Liebenberg            | 1979  | Centre    |
|      | Geoffroy Messina            | 1982  | Centre    |
|      | Julien Arias                | 1983  | 3/4 aile  |
|      | Christophe Dominici         | 1972  | 3/4 aile  |
|      | Juan Martín Hernández       | 1982  | 3/4 aile  |
|      | Olivier Sarramea            | 1975  | 3/4 aile  |
|      | Julien Saubade              | 1983  | 3/4 aile  |
|      | Mirco Bergamasco            | 1983  | Arrière   |
|      | Lucas Borges                | 1980  | Arrière   |
|      | Ignacio Corleto             | 1978  | Arrière   |

## Calendrier et résultats

### Top 14
| 1re j : 20 août 2005 | RC Narbonne | 26 - 20 | Stade français Paris |

| 2e j : 27 août 2005 | Stade français Paris | 31 - 3 | RC Toulon |

| 3e j : 4 septembre 2005 | USA Perpignan | 16 - 12 | Stade français Paris |

| 4e j : 9 septembre 2005 | Stade français Paris | 37 - 24 | SU Agen |

| 5e j : 17 septembre 2005 | Biarritz olympique | 7 - 14 | Stade français Paris |

| 6e j : 24 septembre 2005 | Stade français Paris | 25 - 17 | CA Brive |

| 7e j : 30 septembre 2005 | Stade français Paris | 25 - 10 | Castres olympique |

| 8e j : 8 octobre 2005 | ASM Clermont | 23 - 12 | Stade français Paris |

| 9e j : 15 octobre 2005 | Stade français Paris | 29 - 15 | Stade toulousain |

| 10e j : 12 novembre 2005 | CS Bourgoin-Jallieu | 29 - 16 | Stade français Paris |

| 11e j : 19 novembre 2005 | Stade français Paris | 27 - 19 | Aviron bayonnais |

| 12e j : 3 décembre 2005 | Section paloise | 9 - 32 | Stade français Paris |

| 13e j : 23 décembre 2005 | Stade français Paris | 45 - 13 | Montpellier HR |

| 14e j : 6 janvier 2005 | Stade français Paris | 36 - 24 | RC Narbonne |

| 15e j : 19 février 2005 | SU Agen | 12 - 8 | Stade français Paris |

| 16e j : 4 mars 2005 | Stade français Paris | 21 - 16 | Biarritz olympique |

| 17e j : 4 mars 2005 | Stade français Paris | 23 - 16 | USA Perpignan |

| 18e j : 17 mars 2005 | CA Brive | 22 - 28 | Stade français Paris |

| 19e j : 25 mars 2005 | Castres olympique | 10 - 11 | Stade français Paris |

| 20e j : 31 mars 2005 | RC Toulon | 11 - 24 | Stade français Paris |

| 21e j : 7 avril 2005 | Stade français Paris | 28 - 15 | ASM Clermont |

| 22e j : 15 avril 2005 | Stade toulousain | 15 - 0 | Stade français Paris |